# Termitorioxa termitoxena
Termitorioxa termitoxena är en tvåvingeart som först beskrevs av Mario Bezzi 1919.  Termitorioxa termitoxena ingår i släktet Termitorioxa och familjen borrflugor. Inga underarter finns listade i Catalogue of Life.